# Фингер (Тенеси)
Фингер (енгл. Finger) град је у америчкој савезној држави Тенеси.

## Демографија
По попису из 2010. године број становника је 298, што је 52 (-14,9%) становника мање него 2000. године.
| Група             | 2000.       | 2010.       |
| Белци             | 328 (93,7%) | 275 (92,3%) |
| Афроамериканци    | 4 (1,1%)    | 6 (2,0%)    |
| Азијати           | 0 (0,0%)    | 1 (0,3%)    |
| Хиспаноамериканци | 5 (1,4%)    | 14 (4,7%)   |
| Укупно            | 350         | 298         |